# 第512重裝甲獵兵營
第512重裝甲獵兵營（德語：Schwere Panzerjäger-Abteilung 512.）是第二次世界大戰結束前數個月納粹德國的一支反戰車部隊。它是德意志國防軍內唯二獲得獵虎驅逐戰車的單位，同時也參與過西部戰線的戰鬥。
第512重裝甲獵兵營於1945年2月11日在奧地利多勒斯海姆（Döllersheim）倉促成軍，成員多半是第424重戰車營的老兵。第424重戰車營原先為第501重戰車營，是德國最早成立的重戰車營之一，並參與過北非及東部戰線的戰事。第512獵兵營於1945年2月16日接收第一輛獵虎驅逐戰車；到了3月13日時，該營已經擁有兩個連、共20輛獵虎，以及第三個以第511重戰車營成員為基礎編成的連。獵虎驅逐戰車是各參戰國在戰爭期間所製造過最重的裝甲戰鬥車輛之一，光底盤就重達72噸；搭載的128毫米主炮更是威力驚人。然而，它卻非常緩慢，其所使用的引擎原先是設計給57噸重的虎I戰車使用的，不過這具引擎光是在虎I戰車上都顯得馬力不足，更別提用來推動重達72噸的獵虎了。它的產量不多——大約僅製造了88輛——而且僅分配給兩個單位使用：第512與第653重裝甲獵兵營。

## 雷瑪根戰役
1945年3月21日，第512重裝甲獵兵營被重編至第3軍旗下，並參與了雷瑪根戰役。由於通訊中斷及盟軍的空中攻勢等原因，第512獵兵營花了整整10天才將隸屬於第二連的5輛獵虎驅逐戰車運送至前線。第一連則損失了七輛獵虎，其中四輛是在衛戍後方的作戰中損失，餘下三輛則是因為機械故障而被乘員自行廢棄。當他們終於在赫爾博恩附近遭遇美軍裝甲部隊時，獵虎驅逐戰車發揮了最大功效，並從至少3公里的距離外擊毀了30輛美軍戰車。到3月底時，第512獵兵營僅剩下13輛獵虎驅逐戰車。4月間，第一及第二連於魯爾包圍戰中被殲滅，第三連則於哈茨山區的作戰行動中全軍覆沒。
第二連的連長是奧托·卡利烏斯中尉，他同時也是戰爭期間最傑出的戰車指揮官之一。